# Filip Oršula
Filip Oršula (Sebedražie, 25 febbraio 1993) è un calciatore slovacco, attaccante dello Slovan Bratislava II.

## Carriera

### Club
Dopo aver giocato nelle giovanili di varie squadre di club, nel 2012 si trasferisce al Wigan.
Fa il suo debutto da professionista il 25 settembre 2012 nella partita di Coppa di Lega contro il West Ham.

### Nazionale
Dal 2012 al 2015 ha fatto parte della nazionale slovacca Under-21.

## Palmarès

### Club

#### Competizioni nazionali
- Coppa di Slovacchia: 2

Slovan Bratislava: 2016-2017, 2017-2018
- Campionato georgiano: 1

Dinamo Tbilisi: 2020
- Supercoppa di Georgia: 1

Dinamo Tbilisi: 2021